# (23884) Karenharvey
(23884) Karenharvey (1998 SY12) – planetoida z pasa głównego asteroid okrążająca Słońce w ciągu 4,06 lat w średniej odległości 2,54 j.a. Odkryta 20 września 1998 roku.